# Municipio de Teien
El municipio de Teien (en inglés: Teien Township) es un municipio ubicado en el condado de Kittson en el estado estadounidense de Minnesota. En el año 2010 tenía una población de 73 habitantes y una densidad poblacional de 0,96 personas por km².

## Geografía
El municipio de Teien se encuentra ubicado en las coordenadas 48°35′6″N 97°5′42″O / 48.58500, -97.09500. Según la Oficina del Censo de los Estados Unidos, el municipio tiene una superficie total de 75.84 km², de la cual 74,77 km² corresponden a tierra firme y (1,41 %) 1,07 km² es agua.

## Demografía
Según el censo de 2010, había 73 personas residiendo en el municipio de Teien. La densidad de población era de 0,96 hab./km². De los 73 habitantes, el municipio de Teien estaba compuesto por el 98,63 % blancos y el 1,37 % eran de una mezcla de razas. Del total de la población el 0 % eran hispanos o latinos de cualquier raza.